# Diecéze Pistoia
Diecéze pistojská (latinsky Dioecesis Pistoriensis) je římskokatolická diecéze v Itálii, sufragánní k florentské arcidiecézi, která je součástí Církevní oblasti Toskánsko. Katedrálním kostelem je katedrála sv. Zenona v Pistoji. Současným pistojským biskupem je od 8. října 2014 Mons. Fausto Tardelli.
Známou epizodou z historie diecéze je diecézní synod z roku 1786, ovlivněný v duchu jansenismu tehdejším pistojským biskupem Scipionem de' Riccim.